# Zemětřesení v Long Beach 1933

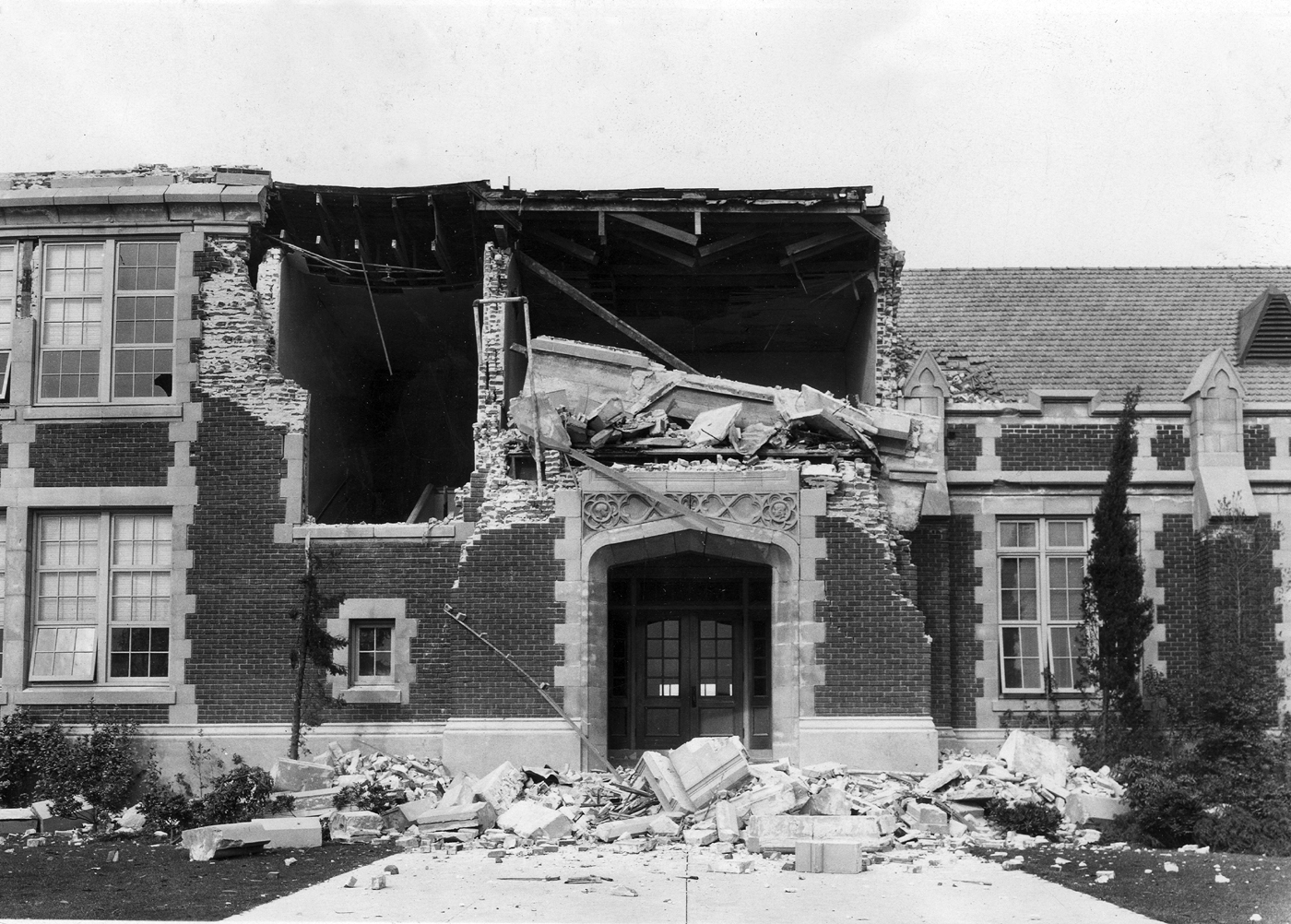
Poškození školy John Muir na ulici Pacific Avenue v Long Beach

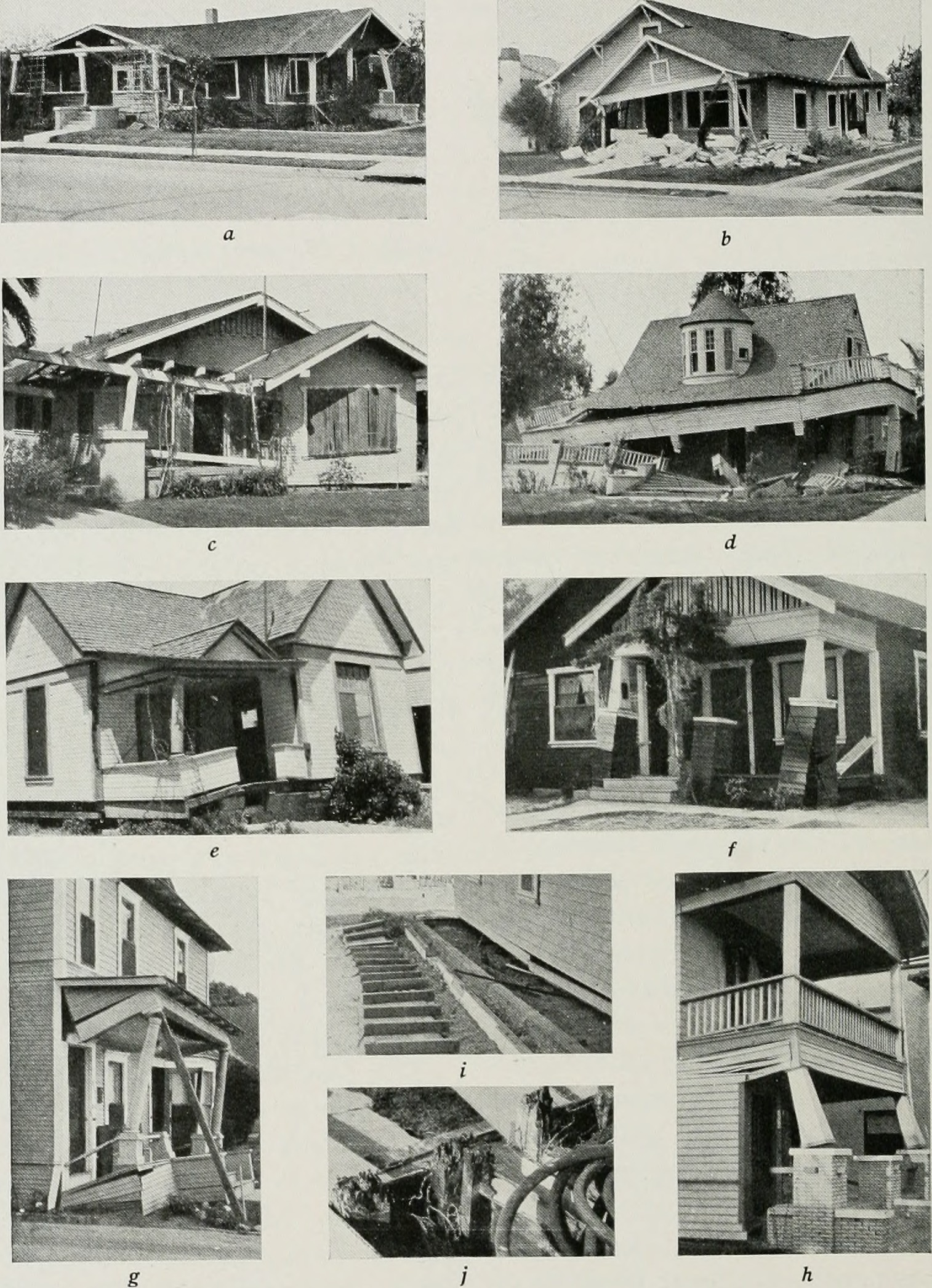
Poškozené budovy v Long Beach

K zemětřesení v Long Beach došlo 10. března roku 1933 v 17:54 místního času. Epicentrum leželo u pobřeží jihovýchodně od Long Beach v Kalifornii na zlomu Newport–Inglewood a hypocentrum v hloubce 6 km (3,7 mi). Magnitudo zemětřesení je odhadováno na 6,4 Mw a maximální intenzita na Mercalliho stupnici na VIII (bořivé). Napříč celou jižní Kalifornií došlo k poškození mnoha budov a zemřelo 115–120 lidí. Výše škod způsobených zemětřesením se odhaduje na 40 milionů USD.

## Škody
Největší škody způsobilo zemětřesení v hustě obydlené zástavbě města Long Beach na jižním pobřeží okresu Los Angeles. Oblast škod však zasahovala až do průmyslových oblastí jižně od centra města Los Angeles. Přestože magnitudo zemětřesení je považováno za střední, způsobené škody byly velkého rozsahu kvůli nekvalitně postaveným budovám a nestabilnímu podloží tvořenému navážkami a aluviálními půdami. V Long Beach se řada budov zřítila nebo byla vytržena ze základů. Mezi nejpoškozenější stavby patřily školy, kvůli široce rozšířenému používání nezpevněného nosného zdiva při jejich stavbě.

## Následky
Událost posílila diskuzi o nutnosti stavět budovy lépe odolávající otřesům. Toto se týkalo především škol, kdy jich více než 230 bylo zničeno nebo silně poškozeno. Bylo vydáno nařízení Field Act, podle kterého musí být všechny školy stavěny tak, aby byly odolné vůči otřesům. Kdyby k zemětřesení došlo během vyučování, ztráty na životech by nepochybně byly mnohem vyšší.
Při odstraňování následků katastrofy hrála významnou roli federální vláda, která vytvořila Reconstruction Finance Corporation, korporaci, která poskytovala půjčky na rekonstrukci budov poškozených při zemětřesení. Úřad Bureau of Public Roads (dnešní Federální správa dálnic) se zabýval opravou silnic, dálnic a mostů. Long Beach se ekonomicky rychle vrátilo k normálu především díky narůstající poptávce v oblasti letecké výroby způsobené druhou světovou válkou a vybudování loděnice pro námořnictvo.